# 格里比夫齊
48°32′21″N 22°41′42″E / 48.53917°N 22.69500°E
格里比夫齊（烏克蘭語：Грибівці），是烏克蘭的村落，位於該國西部外喀爾巴阡州，由穆卡切沃區負責管轄，面積0.66平方公里，海拔高度179米，2001年人口548，人口密度每平方公里831.56人。